# خوان غارسيا
خوان غارسيا هو شاعر من الكيبيك ولد في الدار البيضاء بالمغرب سنة 1945.

## أعماله
- جسد الممجد. قصائد 1963-1988 ، مطبعة جامعة مونترايل، مجموعة. " جائزة مجلة <i id="mwFQ">الدراسات الفرنسية</i> »، 1971. أعيد إصدارها. : مونتريال، فرنسا، كول. " بأثر رجعي »، 1989، 278 ص.(ردمك 9782890062979)
- قصائد ، 1971 ( اقرأ على الانترنت ).
- قصائد في البياض (شظايا )، 1972 ( اقرأ على الإنترنت ).

## أوسمة
- جائزة الدراسات الفرنسية ( 1971 ),[1][2]
- جائزة آلان جراندبوا ( 1990 )